# Ramsey megye (Észak-Dakota)
Ramsey megye az Amerikai Egyesült Államokban, azon belül Észak-Dakota államban található. Megyeszékhelye és legnagyobb városa Devils Lake. Lakosainak száma 11 605 fő (2020. április 1.). Ramsey megye Cavalier, Walsh, Nelson, Benson és Towner megyékkel határos.

## Népesség
A megye népességének változása:
| Lakosok száma | 11 444 | 11 497 | 11 544 | 11 554 | 11 630 | 11 605 |
|               | 2010   | 2011   | 2012   | 2013   | 2015   | 2020   |